# Artema doriai
Artema doriai är en spindelart som först beskrevs av Tord Tamerlan Teodor Thorell 1881.  Artema doriai ingår i släktet Artema och familjen dallerspindlar.
Artens utbredningsområde är Iran. Inga underarter finns listade i Catalogue of Life.